# 腸発酵症候群
自動醸造症候群（英語: Auto-brewery syndrome, じどうはっこうしょうこうぐん）は、腸内発酵などの消化器系内に棲む寄生酵母によって急性アルコール中毒を引き起こしうる量のエタノールを生成してしまう健康状態のことである 。または酩酊症と呼ぶ。腸内で発酵した場合は、腸発酵症候群という。
酵母の一種である出芽酵母がこの状態を引き起こす因子として特定されている。最近の研究ではクレブシエラ・ニューモニエ（肺炎桿菌）も同様に腸内で炭水化物からアルコールを生成することが分かっており、これは非アルコール性脂肪性肝疾患を悪化させる原因となる。
腸発酵症候群は、小腸の切除により炭水化物の吸収不良をおこしやすい短腸症候群の患者に見られることもある。
乳幼児突然死症候群の原因として調査が行われたこともあるが、現在では否定されている。
肝臓の持つアルコール排出機能やアルコール分解機能に問題を抱える人の場合、腸内で生成されるアルコール量が個人の健康に影響を与えるのに十分な量でなくても腸発酵症候群の症状を引きおこすことがある。

## 症状
腸発酵症候群は日常生活に多大な影響を与えうる。頻発するげっぷに始まり、めまい、口腔乾燥症、二日酔い、失見当識、過敏性腸症候群、慢性疲労症候群が主な症状として挙げられ、またこれらの症状がうつ病や不安、仕事における生産性の低下などを引き起こしうる。アルコール中毒、すなわち酩酊状態は生活を困難なものにし、当症候群の認知度も低いため治療を受ける機会も得にくいとされる
。

## 診断
血液検査や呼気分析計によってアルコールを検出することができる。自然増減と比較するためにこれらの検査は一日のうちに複数回行われる必要がある。